# Around the Sun
Around the Sun — trzynasty album studyjny amerykańskiego zespołu rockowego R.E.M. wydany w roku 2004. Jest to pierwszy album zespołu zawierający utwór tytułowy.
Utwór "Final Straw" jest skierowany  przeciwko wojnie w Iraku.
Autorami wszystkich kompozycji są Peter Buck, Mike Mills i Michael Stipe.

## Lista Utworów
1. "Leaving New York" – 4:49
2. "Electron Blue" – 4:12
3. "The Outsiders" (feat. Q-Tip) – 4:14
4. "Make It All Okay" – 3:43
5. "Final Straw" – 4:06
6. "I Wanted to Be Wrong" – 4:34
7. "Wanderlust" – 3:04
8. "Boy in the Well" – 5:22
9. "Aftermath" – 3:52
10. "High Speed Train" – 5:03
11. "The Worst Joke Ever" – 3:37
12. "The Ascent of Man" – 4:07
13. "Around the Sun" – 4:29